# Newport Coachworks
Newport Coachworks Inc. war ein US-amerikanischer Hersteller von Automobilen.

## Unternehmensgeschichte
J. Alan Rowland gründete das Unternehmen am 22. November 1978 in Santa Ana in Kalifornien. 1979 begann die Produktion von Automobilen. Designer war Ernest Kanzler. Am 2. April 1979 fand die erste öffentliche Präsentation auf einer Automobilausstellung in New York statt. Der Markenname lautete Kanzler. Geplant waren 250 Fahrzeuge. Im Jahr 1981 entstanden noch Fahrzeuge. In den 1980er Jahren endete die Produktion.

## Fahrzeuge
Das einzige Modell war ein Luxusfahrzeug im Stil der 1950er Jahre. Ein Fahrgestell vom Mercury Cougar, das auf 306 cm verlängert wurde, bildete die Basis. Die Fahrzeugfront bestand aus Fiberglas. Die Fahrgastzelle stammte vom Opel GT. Auffallend war das Reserverad am Heck des Coupés. Die Fahrzeuglänge betrug 526 cm. Ein V8-Motor aus dem Ford-Konzern mit 5700 cm³ Hubraum (351 Kubikzoll) trieb die Fahrzeuge an.
Eine Quelle nennt darüber hinaus auch einen Roadster.